# 算学新说
《算学新说》是明代数学家朱载堉刊行于明万历三十一年（公元1603年）八月初三的关于十二平均律理论的书籍。内容包括十二平均律的理论和计算过程，以及36律通长、外周、外径、内周、内径、面幂等的计算。具体计算，用81档算盘进行。他认为十二律黄钟、大吕、太、夹钟、姑洗、中吕、蕤宾、林钟、夷则、南吕、无射、应钟的长度构成一个等比级数。